# Rokia Doumbia
Pour les articles homonymes, voir Doumbia.
Rokia Doumbia est une joueuse de basket-ball, internationale malienne née le 5 mai 1999 à Bamako. Elle mesure 1,75 m et évolue au poste d’arrière dans l’équipe des Razorbacks de l’université de l'Arkansas aux États-Unis.

## Biographie
En novembre 2015, Rokia Doumbia quitte le Mali pour s’installer aux États-Unis. Elle étudie et joue au basket à l’Hamilton Heights High School, un lycée chrétien de Chattanooga dans le Tennessee.
À la rentrée 2017, elle s’inscrit au lycée de l’Académie IMG de Bradenton en Floride. Sa saison est couronnée par une nomination pour faire partie de la McDonald's All-American Team, équipe composée des meilleures joueuses lycéennes du pays. 
Après avoir visité les universités de Vanderbilt, Oklahoma, Texas Christian et Georgia Tech, Rokia Doumbia choisit celle d’Arkansas pour poursuivre ses études à la rentrée 2018.
Gauchère, elle est reconnue pour ses qualités athlétiques avec ou sans le ballon, sa capacité à organiser le jeu et son engagement des deux côtés du terrain,. 

## Carrière internationale
Rokia Doumbia joue pour la sélection malienne depuis 2015. Cette année-là, le Mali remporte le Championnat d’Afrique U16 à Antananarivo à Madagascar. Elle est élue meilleure joueuse du tournoi (MVP).
L’année suivante, elle remporte l’Afrobasket U18 en Égypte et participe à la Coupe du monde U17 à Saragosse en Espagne.
En 2017, elle participe à la Coupe du monde U19 à Cividale del Friuli en Italie. Elle cumule 4,7 points, 4,9 rebonds et 2,9 passes décisives par match.
Elle est membre de l'équipe du Mali qui participe au Championnat d'Afrique 2019 à Dakar, terminant à la troisième place. Elle est ensuite finaliste du Championnat d'Afrique 2021 à Yaoundé.

## Palmarès
- Championnat d’Afrique U16 2015 à Madagascar (MVP)
- Championnat d’Afrique U18 2016 en Égypte
- Médaille de bronze au championnat d'Afrique 2019